# Nässjön (Järnskogs socken, Värmland)
Nässjön är en sjö i Eda kommun i Värmland och ingår i Göta älvs huvudavrinningsområde. Sjön har en area på 0,76 kvadratkilometer och ligger 156,4 meter över havet. Sjön avvattnas av vattendraget Vadälven.

## Delavrinningsområde
Nässjön ingår i det delavrinningsområde (661568-129509) som SMHI kallar för Mynnar i Rinnan. Medelhöjden är 228 meter över havet och ytan är 18,62 kvadratkilometer. Det finns inga avrinningsområden uppströms utan avrinningsområdet är högsta punkten. Vadälven som avvattnar avrinningsområdet har biflödesordning 4, vilket innebär att vattnet flödar genom totalt 4 vattendrag innan det når havet efter 335 kilometer. Avrinningsområdet består mestadels av skog (83 procent). Avrinningsområdet har 0,76 kvadratkilometer vattenytor vilket ger det en sjöprocent på 4,1 procent.